# Metsä Board
Metsä Board (jusqu'en 2012 M-real Oyj, avant 2001 Metsä-Serla Oy) est une entreprise finlandaise. C'est la troisième entreprise productrice de papier du pays, après Stora Enso et UPM. Son principal actionnaire est la coopérative forestière Metsäliitto.

## Histoire
En 1868, G.A. Serlachius fonde une usine à Mänttä dans le centre de la Finlande.
Metsä-Serla Oy résulte de la fusion entre Metsäliiton Teollisuus Oy (branche industrielle de Metsäliitto Cooperative) et de G.A. Serlachius Oy en 1986.
Metsä-Serla a acheté Modo Paper en 2000 et Zanders Feinpapiere AG en 2001. Metsä-Serla a changé son nom en M-real Corporation en 2001.
En 2008, M-real a vendu une partie de ses activités dans le papier à Sappi. La transaction comprenait quatre usines : une en Suisse (Biberist), une en Allemagne et deux en Finlande. L'une des deux usines finlandaises (Kangas) a cessé sa production en janvier 2010.

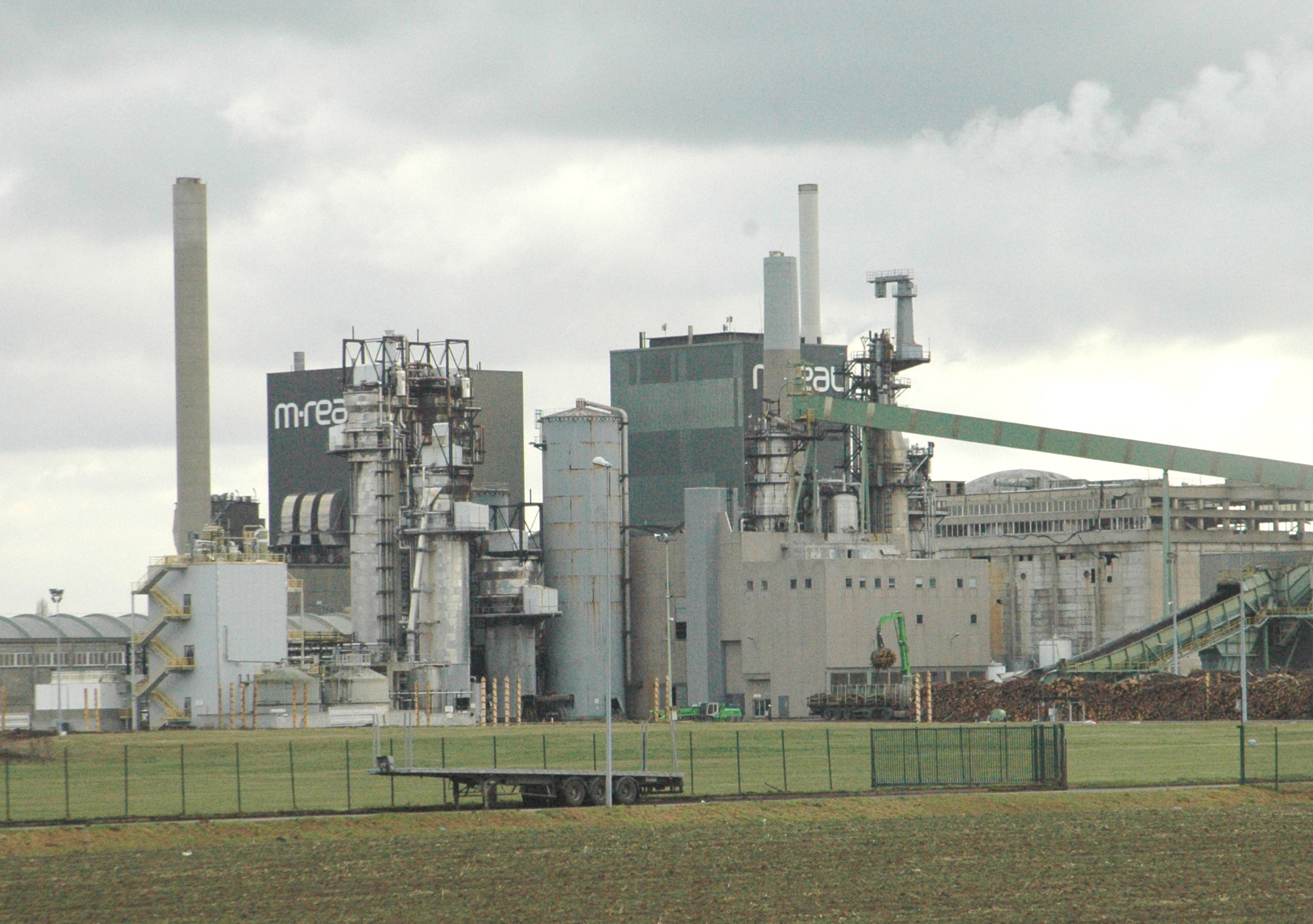
L'ancienne exploitation française d'Alizay employa 330 personnes produisant notamment des ramettes de papier fin non couché.

En France, elle était implantée avec deux usines : une à Alizay dans le département de l'Eure, produisant du papier blanc non couché à partir de cellulose de bois. M-real a définitivement cessé la production sur ce site en avril 2012. La persévérance de l'intersyndicale (CGT/CFE-CGC) a permis un rachat du site par la société Double A en janvier 2013. La seconde usine était implantée à Pont-Sainte-Maxence dans l'Oise, et produisait du papier blanc et de couleur. Fermé en 2008, le site a été repris par Paprec.